# Artur Wachsberger
Artur Wachsberger (* 7. Mai 1891 in Troppau; † 1943 in Haifa) war ein österreichischer Architekt und Kunsthistoriker.

## Leben und Wirken
Artur Wachsberger stammte aus einer Kaufmannsfamilie und besuchte die Schule in Troppau, ehe er in Wien sein Studium aufnahm. Er schloss es 1914 in Berlin mit einer Promotion ab. Danach arbeitete er als Leiter des Berliner kunsthistorischen Instituts für Ostasiatika. Seine Dissertation Stilkritische Studien zur Wandmalerei Chinesisch-Turkestans wurde 1916 veröffentlicht. 
Wachsberger war an der Einrichtung und Inventarisierung des Kölner Museums für Ostasiatische Kunst beteiligt. In Köln lernte er seine spätere Ehefrau Anna Maria Lehmann kennen; der gemeinsame Sohn Artur Alexander wurde vor der Eheschließung geboren, die in Wien stattfand. Artur Wachsberger war im Ersten Weltkrieg Oberleutnant in der österreichischen Armee. 
Nachdem er aus dem Krieg zurückgekehrt war, arbeitete er im Tapetengeschäft seines Schwiegervaters. Dieses Geschäft, 1892 gegründet, ging etwa 1923 an Wachsberger und seinen Schwager Fritz Lehmann über. In den folgenden Jahren wurde es zu einem der führenden Kölner Einrichtungshäuser ausgebaut. Unter anderem wurde die Firma Lehmann Generalvertreter der Wiener Firma Haus und Garten, die den Architekten Josef Frank und Oskar Wlach gehörte.
Im Dezember 1928 schloss Josef Frank den Umbau eines Geschäftshauses für Carl Lehmann am Hohenzollernring 48 ab; den Auftrag hatte er wohl Artur Wachsberger zu verdanken. Frank setzte dem gründerzeitlichen Bau eine moderne Fassade vor und gestaltete die Verkaufsräume im Sinn der avantgardistischen Moderne um. Dies war wohl im Sinne Wachsbergers, der seit seiner Ansiedlung in Köln den dortigen avantgardistischen Kreisen um Max Ernst, Theodor Baargeld, Franz Wilhelm Seiwert, Heinrich Hoerle, Hans Hansen und Alfred Tietz angehörte. Seit 1919 war er Mitglied der Gesellschaft der Künste und hielt für diese Vorträge. In den Jahren 1919/20 arbeitete er an Karl Nierendorfs Zeitschrift Der Strom mit. 1919 erschien sein Buch Mensch und Gemeinschaft in Nierendorfs Kairos-Verlag. 
Artur Wachsberger förderte die Künste, indem er durch seine Firma Gustav Carl Lehmann Wettbewerbe veranstalten ließ. Darunter war 1921 eine Ausschreibung, bei der Entwürfe zu künstlerischen Tapeten gesucht wurden. Die Ergebnisse waren im März 1921 im Kölner Kunstgewerbemuseum zu sehen, mit dessen Direktor Karl Wirth Wachsberger eng befreundet war.
Ferner gehörte Wachsberger zum Ausschuss für die Kölner Werkschulen, der Konrad Adenauer unterstand. Dieser sorgte unter anderem dafür, dass Wachsberger auch an der internationalen Presseausstellung Pressa beteiligt wurde; Wachsberger gehörte damals dem Kunstausschuss an.
1929 wurde im Staatenhaus der Messe eine Ausstellung mit dem Titel Wachsende Wohnung und Einzelgerät veranstaltet. Wachsberger, der dem Ausstellungsausschuss angehörte, zeigte dort zahlreiche Produkte seiner Firma. Im selben Jahr wurden Produkte aus dem Haus Lehmann auch in der Ausstellung Raum und Wandbild gezeigt. 

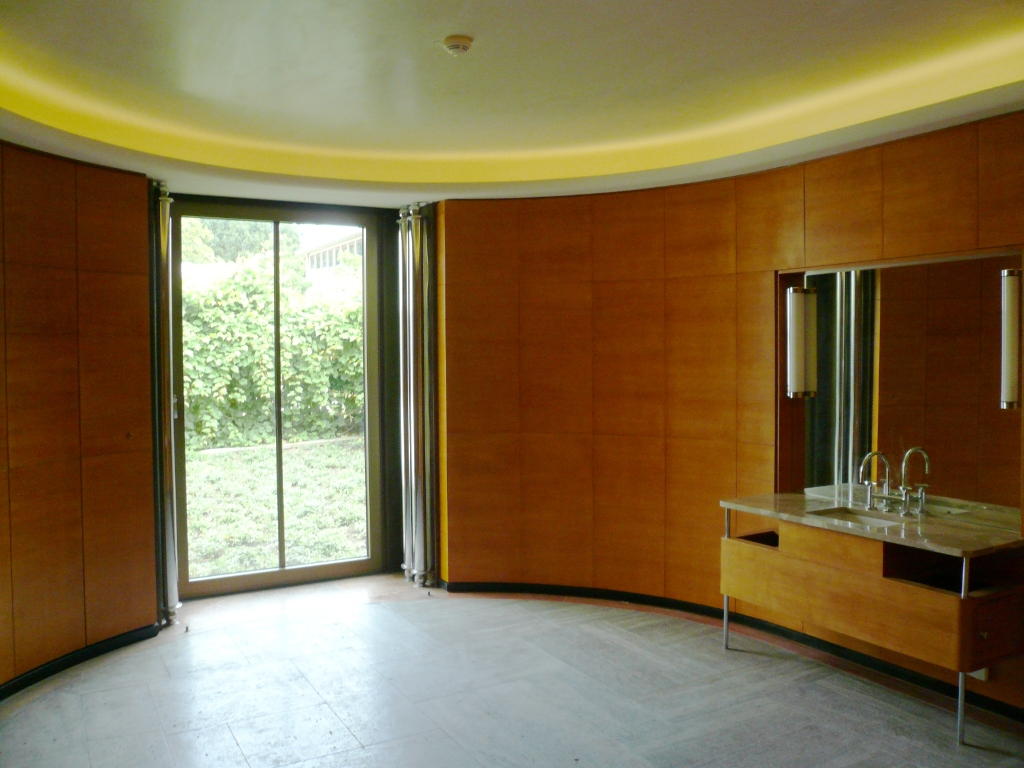
Damengarderobe im Haus Reemtsma

Wachsberger war als Innenarchitekt an der Gestaltung der Villa Hans Carl Scheibler in der Germanicusstraße 3 beteiligt, einem Bonatzbau. 1929 wirkte er an der Umgestaltung der Villa Alfred Tietz, Parkstraße 61, mit. Ferner war er an der Gestaltung der Wohnung von Dolly Haas in Berlin beteiligt sowie an der Ausstattung des Hauses Philipp F. Reemtsma in Hamburg, das 1930 bis 1932 nach Entwürfen von Martin Elsaesser errichtet wurde.
Neben der Firma Carl Gustav Lehmann betrieb Wachsberger auch ein Geschäft für Kleinkunst in der Minoritenstraße, das 1908 von Felix Krüger gegründet worden war und ab 1920 als Kunstwerkstätten Krüger & Distel G.m.b.H. firmierte, nachdem Rolf Distel als Partner eingetreten war. Zehn Jahre später veräußerte Distel das Geschäft wieder an die Firma Gustav Carl Lehmann. Seitdem arbeitete vor allem Anna Maria Wachsberger noch dort.
1932 bereiste Artur Wachsberger Palästina. Er emigrierte im Jahr 1933 dorthin, begleitet von seiner Ehefrau und der 1921 geborenen Tochter Ina. Sein Sohn, mittlerweile Fred genannt, blieb in Deutschland zurück und betrieb als Geschäftsführer die Firma in der Minoritenstraße weiter, wohingegen die Firma Gustav Carl Lehmann am Hohenzollernring nunmehr allein von Fritz Lehmann betrieben wurde. Später emigrierte aber auch Fred Wachsberger.
Artur Wachsberger eröffnete 1934 in Tel Aviv ein Möbelgeschäft, das den Namen The Cultivated Home erhielt. Als Innenarchitekten und Designer beschäftigte er unter anderem Paul Engelmann.
1943 starb Artur Wachsberger an den Folgen eines Herzinfarkts. Seine Frau und seine Tochter kehrten nach dem Zweiten Weltkrieg nach Köln zurück. Anna Maria Wachsberger betrieb dort bis in die 1960er Jahre hinein die Kunstwerkstätten in der Großen Budengasse 11. Ina Wachsberger, die den Architekten Georg Koep heiratete, war dort zeitweise als Kauffrau und auch als Innenarchitektin tätig. Auch Fred Wachsberger kehrte nach Köln zurück und wurde Handelsvertreter.